# Kate Greenaway
Kate Greenaway (1846-1901) fou una artista anglesa famosa per les seues il·lustracions de llibres infantils, la qual (juntament amb Randolph Caldecott i Walter Crane) fou un dels tres il·lustradors per a nens més influents i populars de la seua època.

## Biografia
Des de la seua infantesa, Greenaway va ésser encoratjada pels seus pares a explorar els seus interessos artístics i va començar la seua formació artística als 12 anys quan es va inscriure a l'Escola d'Art de Finsbury. En arribar als 17 anys ja era molt hàbil en l'ús de l'aquarel·la guanyant diversos premis. Als 19 anys va començar estudis a la Female School of Art de South Kensington i alguns anys més tard es va matricular a la Slade School of Fine Art.
Les seues primeres il·lustracions van ésser publicades el 1867 (quan tenia 21 anys) en el llibre Diversions infantils de William Kingston. Posteriorment, va il·lustrar amb èxit no menys de 30 llibres entre aquell any i el 1879. El 1874, quan tenia 28 anys, Greenaway va il·lustrar un llibre escrit per Kathleen Knox i titulat Fairy Gift. Aquesta va ésser la primera vegada que el nom de Kate Greenaway va aparèixer a la portada d'un llibre il·lustrat per ella.
El 1879 va debutar en la literatura amb el seu llibre Sota la finestra (Under the Window), el qual va esdevindre a l'instant un supervendes (100.000 còpies venudes en el decurs de la seua vida, de les quals 30.000 a França i Alemanya). Va fer-se molt famosa amb la publicació d'aquest llibre i animada per això, va començar a escriure i il·lustrar diversos llibres més pel seu compte, ja que tenia una particular estima per la rima i els seus càlids i amistosos versos atreien enormement els nens (com ara, The Birthday Book el 1880, Mother Goose el 1881, etc.). Els seus llibres posteriors es van vendre molt per tot Europa i Amèrica i els dibuixos de Greenaway apareixien en mocadors, safates, gerros i estoigs. Malgrat això, ella defugia la publicitat i quan li parlaven d'escriure la seua biografia deia "Heu d'esperar que em mori, fins aleshores vull viure la meua vida en privat".
El 1889 fou escollida com a membre del Royal Institute of Painters in Water Colours.
Encara que Greenaway va mantindre la seua reputació fins a finals del segle xix, en començar el xx la seua popularitat va començar a minvar. Tot i la pèrdua dels seus pares i del seu amic John Ruskin, mai no va perdre la dedicació i empenta que la caracteritzaven des dels seus inicis professionals.
Va morir de càncer de mama el 1901 als 55 anys.

## Curiositats
La Medalla Kate Greenaway (un premi anual atorgat al Regne Unit des del 1955 a l'excel·lència en el camp de la il·lustració infantil) és oferta en honor seu.

## Galeria d'imatges

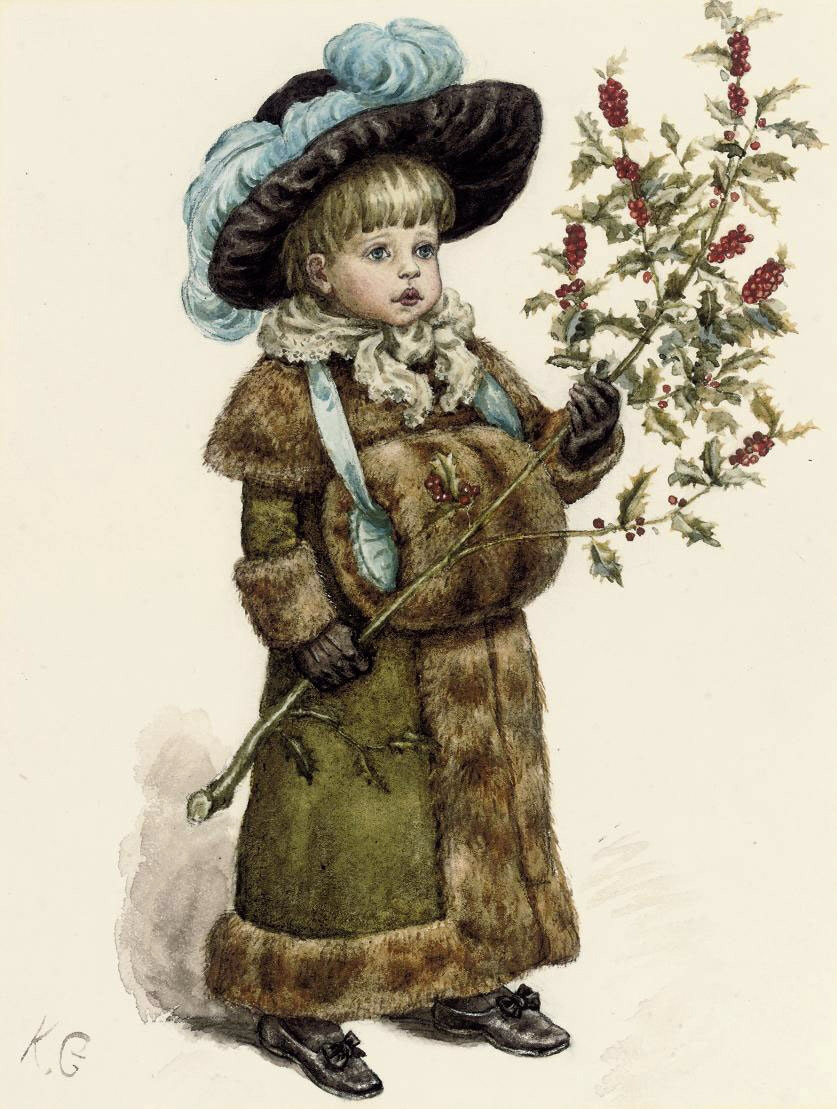
Una nena vestida per Nadal (vers 1901)
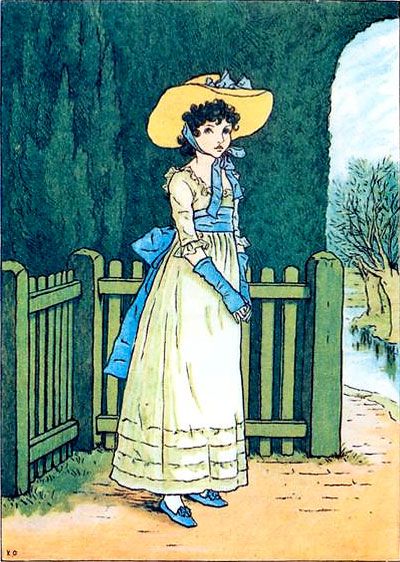
Noia amb un barret i un vestit verd pàl·lid amb guants, sabatilles i cintes (1875)
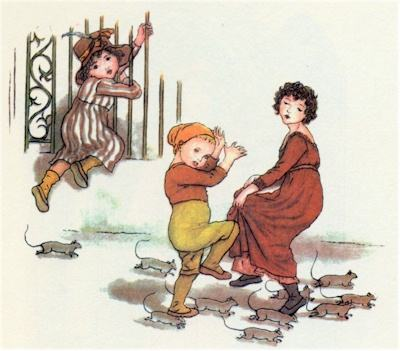
Les rates d'Hamelin
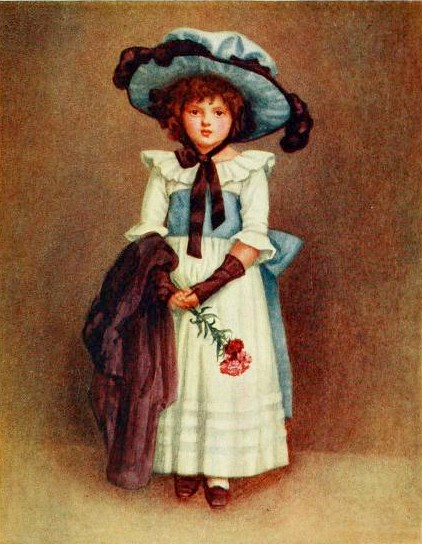
La petita model (cap al 1890)
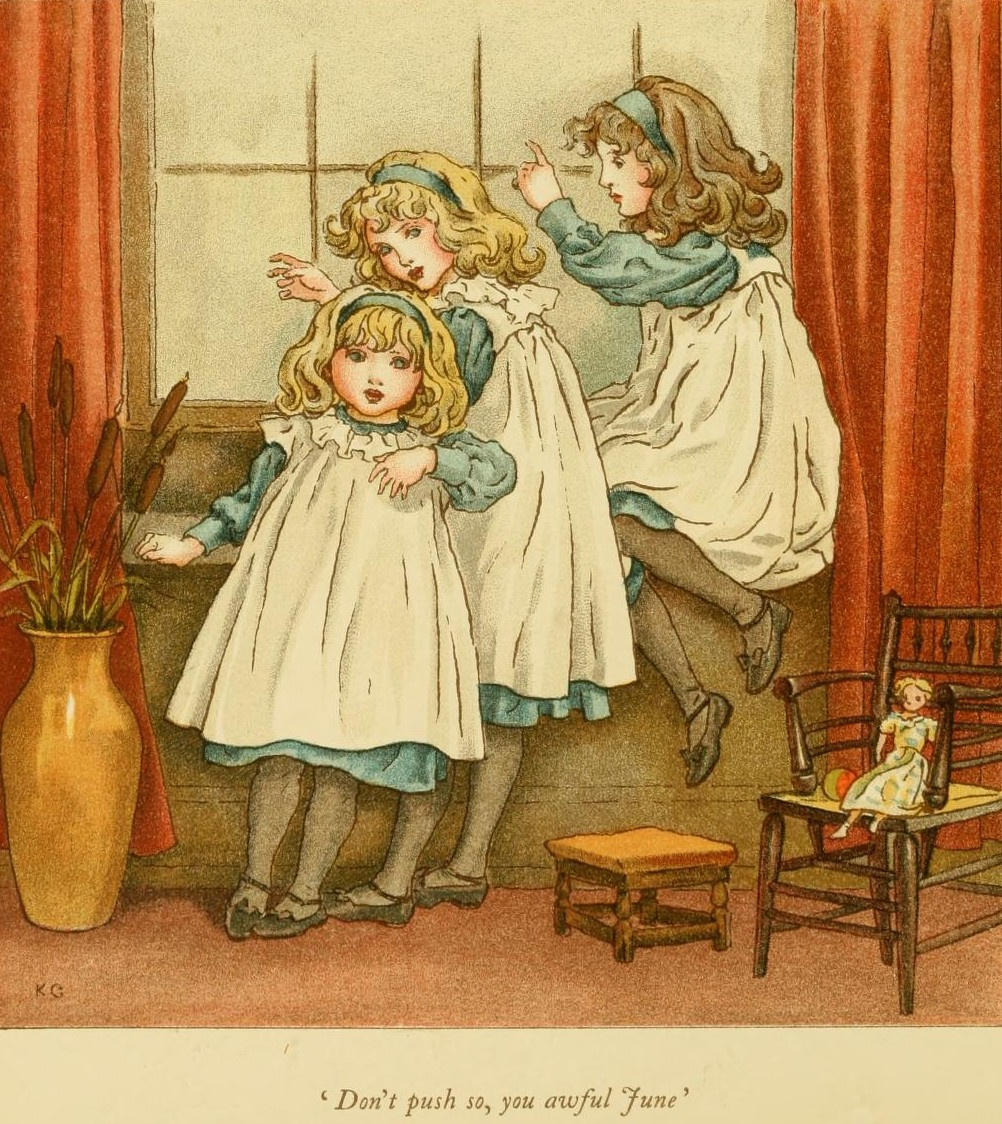
Tres nenes anomenades abril, maig i juny (1900)
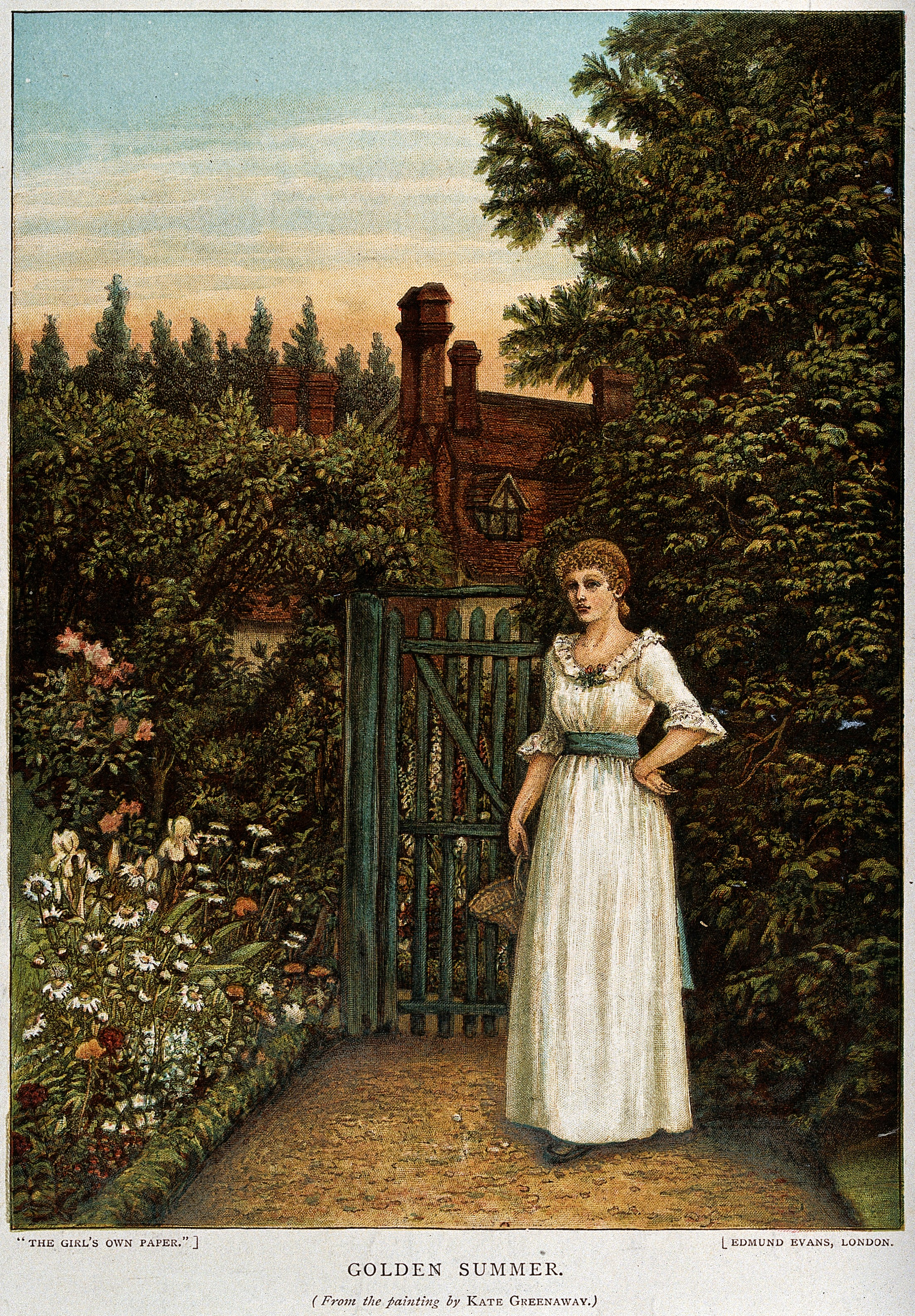
Una dona jove esperant en un jardí al costat de la porta
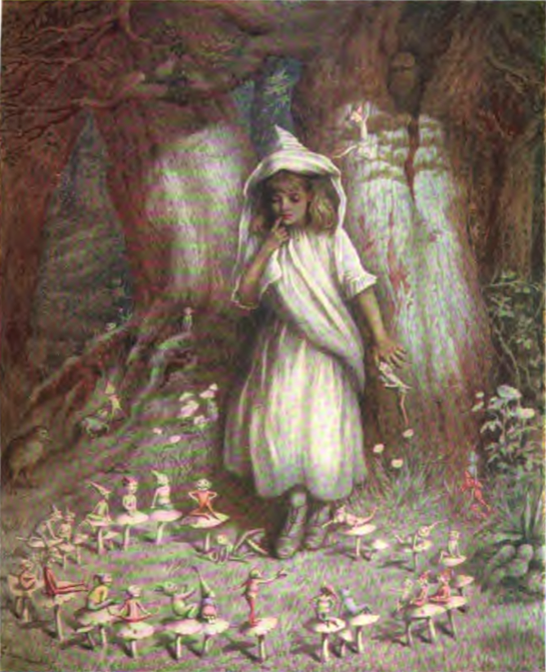
L'anell de l'elf (abans del 1905)
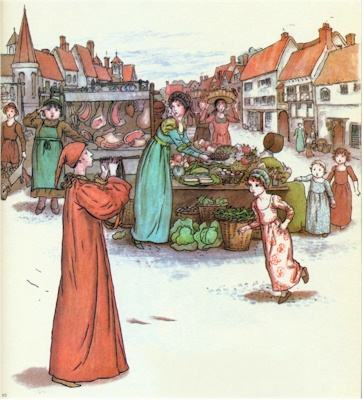
El flautista d'Hamelín
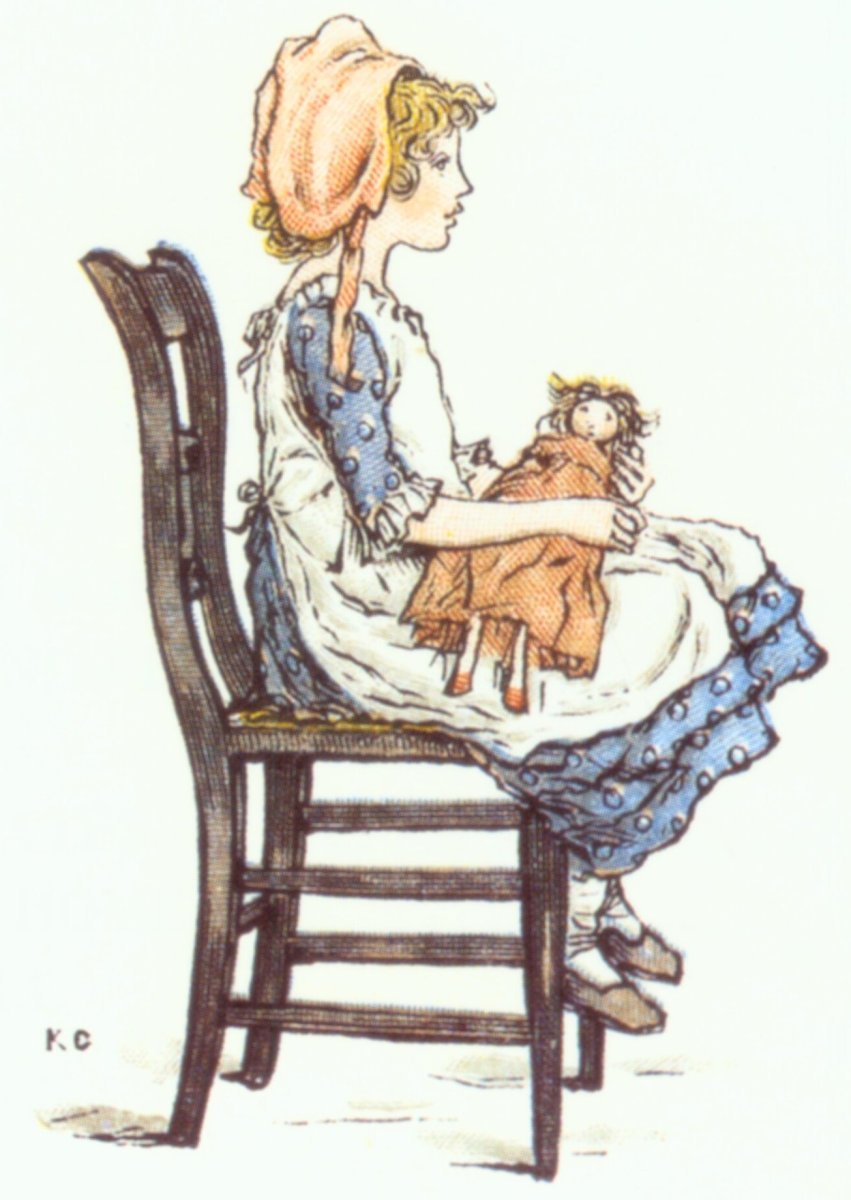
Polly
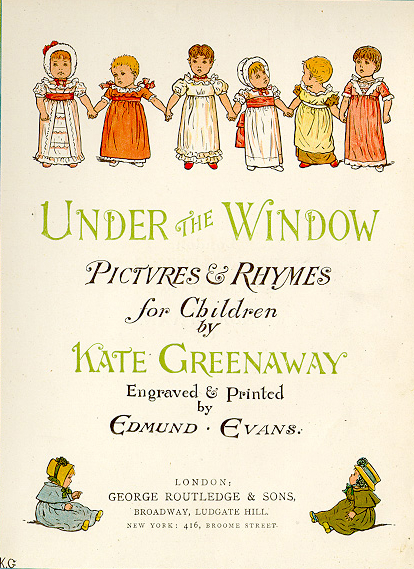
Under the Window: Pictures & Rhymes for Children (1879)
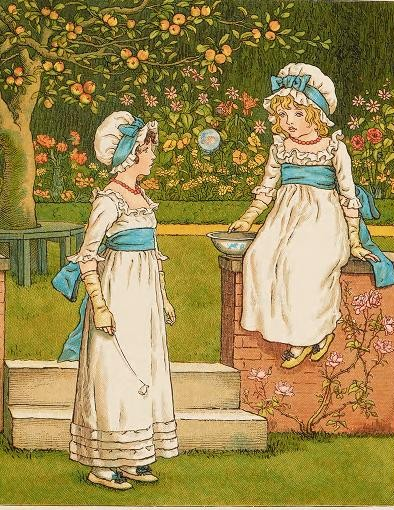
La bombolla de sabó (1887)
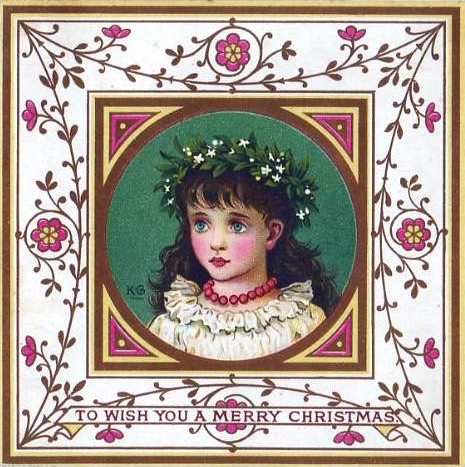
Targeta de felicitació (cap a la dècada del 1880)
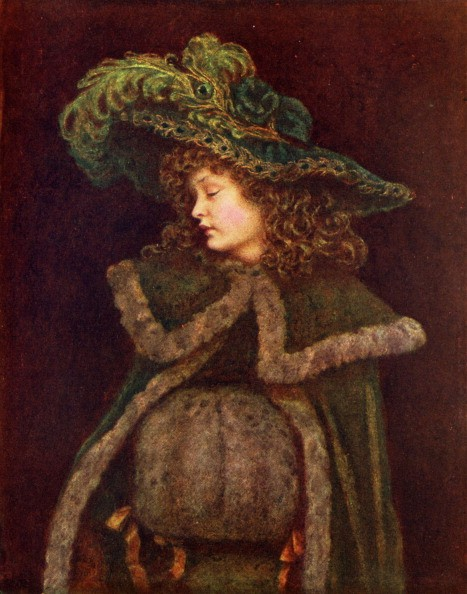
La noia del paó
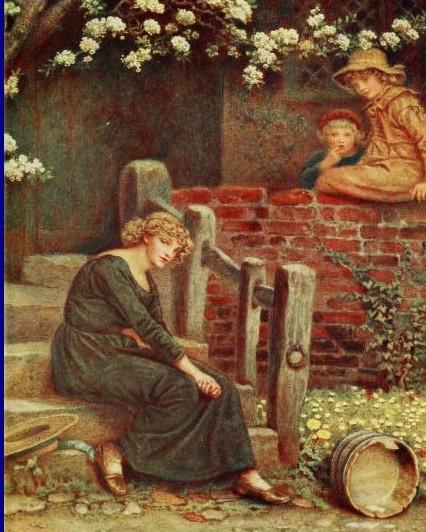
La faula de la nena i la seua galleda de llet